# Francesc Fèlix de Dusai i de Fivaller
Francesc Fèlix de Dusai i de Fivaller   (Barcelona, 1730 - Tarragona, 12 de febrer de 1793).

## Biografia
Era fill de Josep de Dusai i Bru (1674-1736), destacat austriacista, i de Teresa de Fivaller i de Rubí. Es va casar amb Josepa de Cortada i Bru, de qui va enviudar, i en segones noces amb Teresa de Marí i de Montserrat (1736-1793).
Va ser soci fundador de la Conferencia Physycomatemática Experimental, fundada el 1764, nom de l'actual Reial Acadèmia de Ciències i Arts de Barcelona. Vicepresident, entre 1766 i 1768, de la Reial Conferència Física, entitat que la va succeir.
Va formar part de la Reial Junta Particular de Comerç de Barcelona, sent un dels tres vocals comissionats, el 1777, per encarregar a Antoni de Capmany la redacció de les Memòries històriques sobre la marina, el comerç i les arts de l'antiga ciutat de Barcelona (4 vols 1779-1792), en l'edició de la qual va intervenir. Va col·laborar en les investigacions de Joan Pau Canals per obtenir la porpra.